# Sint-Janskapel (Grubbenvorst)
De Sint-Janskapel is een veldkapel aan de Sint-Jansweg 9 bij Grubbenvorst, maar op het grondgebied van de Nederlandse gemeente Venlo.
Op krap anderhalve kilometer naar het noordwesten staat de Onze-Lieve-Vrouw-van-Fátimakapel.
De kapel is gewijd aan Johannes de Doper.

## Geschiedenis
De kapel werd omstreeks 1430 gesticht door de adellijke Aleid van Baersdonck. Zij schonk ook een belangrijke relikwie, namelijk de doek waarin het afgehakte hoofd van Johannes de Doper zou zijn gewikkeld. Dit alles zorgde voor een toeloop van bedevaartgangers. In de nabijheid werd de Sint-Janshoeve gesticht, om de dienstdoende pastoor in zijn onderhoud te voorzien. De kapel mat 6 bij 12 meter.
In 1702, ten gevolge van de Spaanse Successieoorlog, richtten Hollandse troepen verwoestingen aan, maar de kapel werd blijkbaar weer herbouwd, want in de tweede helft van de 18e eeuw werd melding gemaakt van grote aantallen bedevaartgangers.
De Franse bezetter maakte hier echter in 1795 een einde aan. Hoewel de kapel vanaf 1807 weer gebruikt mocht worden, was dit aan strenge eisen onderworpen. Daarom werd de kapel gesloten en werden de kostbaarheden naar de parochiekerk van Grubbenvorst overgebracht.
Na een aantal initiatieven kwam in 1959 uiteindelijk een nieuwe kapel gereed, die op 15 meter van de oude werd gebouwd.
In 2012 kwam de kapel midden op het terrein van Floriade 2012 te staan. Er werd een kunstwerk bij de kapel opgericht dat de geschiedenis levendig moest houden.

## Gebouw
De huidige kapel is een vierkant, bakstenen gebouwtje met tuitgevels. Achter een traliewerk bevindt zich een beeld van Johannes de Doper met opschrift: Ecce Agnus Dei (zie het Lam Gods).
Het kunstwerk omvat een altaar met kelk en kruis, en een hoofd van Johannes de Doper op een schotel.